# Länsfängelset i Visby
Länsfängelset i Visby, senare Kronohäktet i Visby och i folkmun Sjumastaren, var ett cellfängelse öppnat 1859. Det lades ned 1998 men är bevarat som vandrarhem.

## Historia
Fastigheten ligger centralt vid hamnen. Fängelset tillkom som en följd av den fängelsereform, som beslutats vid 1844 års riksdag. Det var till utseendet likt andra enrumsfängelser från tiden, byggt i tre våningar med sammanlagt 34 celler. Anstalten togs i bruk i februari 1859. Byggnadskostnaden var 66 718 kronor.  
Vid en reform 1911 ändrades beteckningen på de mindre länsfängelserna, däribland Visbys, till kronohäkte. 
Fängelset lades ned 1998 och ersattes av den nybyggda Anstalten Visby.

## Efter nedläggningen
Efter ombyggnad har fastigheten varit vandrarhem, med namnet Visby fängelse.